# Гранд-Порт
Гранд-Порт (англ. Grand Port) - округ Маврикія, розташований в південно-східній частині острова Маврикій. Згідно перепису 2010 року, чисельність населення становить 115 546 осіб, район займає площу в 260,3 км, щільність населення - 443,90 чол./км².

## Географія
Північна частина району гориста і вкрита лісом. Південна частина рівнинна, тут, біля колишньої столиці Маврикія містечка Маебура розташований міжнародний аеропорт.